# Cyuve
Cyuve ist einer von 15 Sektoren im Distrikt Musanze in der Nordprovinz von Ruanda.

## Geographie
Cyuve hat eine Fläche von 33,2 km² und liegt auf einer Höhe von etwa 1900 m. Der Sektor unterteilt sich in die sechs Zellen Migeshi, Bukinanyana, Kabeza, Buruba, Rwebeya und Cyanya. Nachbarsektoren sind im Nordosten Gahunga, im Südosten Gacaca, im Süden Muhoza, im Westen Musanze und im Nordwesten Nyange.

## Bevölkerung
Nach der Volkszählung von 2022 betrug die Einwohnerzahl 62.179 Einwohner. Zehn Jahre zuvor waren es 39.091, was einem jährlichen Bevölkerungszuwachs von 4,8 Prozent zwischen 2012 und 2022 entspricht.

## Sport
Im Sektor befindet sich das Africa Rising Cycling Center. Das Radsport-Trainingszentrum wurde im Juni 2014 eröffnet.

## Verkehr
Durch den Sektor führt von Süden nach Nordosten die Nationalstraße 17. Von dieser geht die Nationalstraße 18 ab, die entlang der Westgrenze des Sektors verläuft. Beide Nationalstraßen sind asphaltiert. Eine District Road führt zudem mittig in Nord-Süd-Richtung durch den Sektor.